# پیشتازان فضا: نمسیس
پیشتازان فضا: نمسیس (به انگلیسی: Star Trek: Nemesis) یک فیلم علمی–تخیلی آمریکایی به کارگردانی استوارت برد است که در سال ۲۰۰۲ منتشر شد. این فیلم دهمین فیلم از مجموعۀ پیشتازان فضا است و همچنین چهارمین و آخرین فیلمی است که بازیگران مجموعۀ پیشتازان فضا: نسل بعدی در آن حضور دارند.
داستان فیلم بدین صورت آغاز می‌شود که بعد از اینکه سفینه اینترپرایز به طرف سیاره رومولوس منحرف می‌شود، فدراسیون متوجه می‌شود که رومولوسی‌ها قصد حمله به زمین را دارند....

## داستان
در سیاره رومولوس، اعضای سنای رومولوسی درباره شرایط صلح و اتحاد با شین‌زان، رهبر شورشیان رِمان، بحث می‌کنند. رِمان‌ها نژادی برده در امپراتوری رومولوسی هستند که از سیاره همسایه، یعنی رِموس، می‌آیند و به‌عنوان معدن‌چی و سربازان قربانی‌شونده استفاده می‌شوند. در حالی که بخشی از ارتش از شین‌زان حمایت می‌کند، پرایتور و سنای رومولوسی با اتحاد با او مخالف‌اند. پس از رد این پیشنهاد، پرایتور و سناتورها توسط دستگاهی که در اتاق جا گذاشته شده، به‌طور کامل متلاشی می‌شوند.
در همین حال، در زمین، خدمه‌ی سفینه‌ی فضایی «اِنتِرپرایز» آماده‌ی خداحافظی با دو افسر تازه‌ازدواج‌کرده، ویلیام رایکر و دیانا تروی، می‌شوند. افسر اندرویدی، دیتا، در مراسم پذیرایی، ترانه‌ی «آسمان‌های آبی» را برای این زوج اجرا می‌کند. در مسیر برگزاری مراسم دوم در سیاره‌ی زادگاه تروی، آن‌ها نشانه‌هایی از انرژی در سیاره‌ی «کُلاروس ۳» در نزدیکی منطقه‌ی بی‌طرف رومولوسی شناسایی می‌کنند. کاپیتان ژان-لوک پیکارد به‌همراه افسر امنیتی ورف و دیتا به این سیاره فرود می‌آیند و با بقایای یک اندروید مشابه دیتا روبه‌رو می‌شوند که نامش «بی-فور» است. این سه‌نفر مورد حمله‌ی جمعیت بومی (که در واقع رِمان‌ها هستند) قرار می‌گیرند و با بی-فور که به‌نظر می‌رسد نمونه‌ی آزمایشی اولیه‌ی ساخته‌ی خالق دیتا باشد، از سیاره خارج می‌شوند.
سفینه اِنتِرپرایز مأمور می‌شود تا برای مأموریتی دیپلماتیک به رومولوس برود؛ جایی که شین‌زان کنترل امپراتوری را در دست گرفته و ادعای تمایل به صلح با فدراسیون دارد. با ورود به رومولوس، مشخص می‌شود که شین‌زان نسخه‌ای شبیه‌سازی‌شده از پیکارد است که رومولوسی‌ها در گذشته به‌منظور نفوذ به رده‌های بالای فدراسیون ساخته بودند. این پروژه زمانی که شین‌زان هنوز کودک بود، رها شده و او را در سیاره رِموس برای مردن به‌حال خود گذاشتند. اما او در گذر زمان، به رهبری رِمان‌ها رسید و یک سفینه‌ی جنگی عظیم و مجهز به نام «سیمیتار» ساخت. خدمه‌ی اِنتِرپرایز درمی‌یابند که سیمیتار به میزان اندکی پرتو مرگبار تالارون تولید می‌کند؛ همان پرتوهایی که برای نابودی سنای رومولوسی استفاده شده بود. همچنین تلاش‌هایی غیرمنتظره برای نفوذ به سامانه‌های اِنتِرپرایز صورت می‌گیرد و شین‌زان از طریق قابلیت‌های ذهن‌خوانی معاون خود ذهن دیانا تروی را مورد تجاوز روانی قرار می‌دهد.
پزشک سفینه، دکتر بورلی کراشر، کشف می‌کند که شین‌زان به‌سرعت در حال مرگ است و تنها راه درمان، انتقال خون از پیکارد است. شین‌زان، پیکارد و بی-فور را می‌رباید؛ چرا که بی-فور را قبلاً به‌عنوان طعمه در کُلاروس کار گذاشته بود. دیتا که جای خود را با بی-فور عوض کرده، پیکارد را نجات می‌دهد. آن‌ها درمی‌یابند که شین‌زان قصد دارد با استفاده از سیمیتار به فدراسیون حمله کرده و با تولید پرتو تالارون، همه‌ی موجودات زنده‌ی زمین را نابود کند.
اِنتِرپرایز با شتاب به‌سوی فضاهای فدراسیون بازمی‌گردد اما در منطقه‌ی باسن ریفت که امکان ارتباط زیرفضایی در آن وجود ندارد، در کمین سیمیتار گرفتار می‌شود. با وجود کمک دو سفینه‌ی جنگی رومولوسی، اِنتِرپرایز آسیب جدی می‌بیند. پیکارد برای متوقف کردن سیمیتار، سفینه‌اش را به آن می‌کوبد و هر دو سفینه از کار می‌افتند. شین‌زان سلاح تالارون را فعال می‌کند تا در یک اقدام ویرانگر متقابل، همه چیز را نابود کند. پیکارد به‌تنهایی وارد سیمیتار می‌شود، با شین‌زان می‌جنگد و او را با فروکردن میله‌ای فلزی می‌کشد. با از کار افتادن دستگاه انتقال اِنتِرپرایز، دیتا با استفاده از دستگاه اضطراری انتقال، خود را از اِنتِرپرایز به سیمیتار می‌رساند، پیکارد را منتقل می‌کند و خود را فدا می‌کند تا ژنراتور تالارون و سیمیتار را نابود کند. خدمه برای دیتا سوگواری می‌کنند و فرمانده بازمانده‌ی رومولوسی، دوناترا، از آنان به‌خاطر نجات امپراتوری تشکر می‌کند.
در بازگشت به زمین، پیکارد با رایکر خداحافظی می‌کند که همراه تروی برای فرماندهی سفینه‌ی «یواس‌اس تایتان» عازم مأموریت جدیدی است. پیکارد با بی-فور ملاقات می‌کند و درمی‌یابد که دیتا پیش از رفتن به سیمیتار، خاطرات خود را در بی-فور بارگذاری کرده بود تا بخشی از وجودش باقی بماند. وقتی بی-فور شروع به خواندن «آسمان‌های آبی» می‌کند، پیکارد لبخند می‌زند و اتاق را ترک می‌کند.

## بازیگران
- پاتریک استوارت در نقش کاپیتان جان لوک پیکارد
- جاناتان فریکس در نقش کاپیتان/فرمانده ویلیام تی. ریکر
- برنت اسپاینر در نقش دیتا/بی‌-۴
- لوار بارتون در نقش فرمانده جوردی لافورج
- مایکل دورن در نقش فرمانده ورف
- گیتس مک‌فدن در نقش دکتر کراشر
- مارینا سرتیس در نقش دیانا تروی
- تام هاردی در نقش شین‌زون
- ران پرلمن در نقش نایب‌ ریمن
- دینا میر در نقش فرمانده دوناترا
- کیت مولگرو در نقش کاترین
- جود سیکوللا در نقش فرمانده سوران